# Rubén Limardo
Rubén Dario Limardo Gascón (Ciudad Bolívar, 3 de agosto de 1985) é um esgrimista profissional venezuelano, campeão olímpico e bicampeão pan-americano.

## Carreira

### Londres 2012
Rubén Limardo representou seu país nos Jogos Olímpicos de Verão de 2008 e 2012. Conquistou a medalha de ouro na espada individual em 2012.
No Rio foi eliminado na terceira rodada.